# Pancalieri
Pancalieri (Pancalé in piemontese) è un comune italiano di 1 969 abitanti della città metropolitana di Torino in Piemonte. Si trova nella pianura a sud di Torino (circa 31 chilometri) e dista 22 km da Pinerolo e 11 km da Carmagnola.
È un centro prevalentemente agricolo posto sulla sponda sinistra del Po. È soprannominato il paese della menta in quanto nel suo territorio si produce quasi il 50% di tutte le piante officinali in Italia, tra le quali spicca la menta piperita. I raccolti di questa pianta vengono portati a distillare a Pancalieri nei lambicc (termine piemontese in uso, per l'italiano "alambicchi"), ovvero attrezzature per distillare la menta.
Sino al 1800 era attestata l'origine del nome Pancalieri poiché qui si coltivava la canapa dei cordaggi per bastimenti denominata dai marinai Pancalere. Altri studiosi ritengono che l'origine del nome sia dovuta alla conformazione del territorio definito "piano calante" (verso il fiume Po).

## Geografia fisica
Il territorio comunale è attraversato dal fiume Po, dal torrente Pellice e dal canale Angiale. In particolare il canale Angiale passa proprio in mezzo al paese e lungo il suo corso sorgevano vari mulini.
La presenza di questi corsi d'acqua rende il terreno particolarmente fertile. Anche per tale motivo, da più di cento anni nel territorio di Pancalieri si è diffusa la coltivazione della menta e di altre piante officinali.

## Società

### Evoluzione demografica
Abitanti censiti

## Cultura

### Manifestazioni
- "Viverbe" - nel mese di settembre

### Infrastrutture e trasporti
Pancalieri è collegata a Torino, Carmagnola e Pinerolo attraverso la SP129 che diventa nel territorio cuneese del limitrofo comune di Casalgrasso, SP30 che a sua volta s'immette nella SP663. Pancalieri è collegata alla provincia di Cuneo precisamente col Comune di Faule attraverso la SP149 che attraversa il ponte sul Po.
Vi sono inoltre ancora due alternative per andare a Torino dal paese di Pancalieri: la prima è passare dalla Pancalera, una strada secondaria che si immette nella provinciale di Saluzzo nei pressi del comune di Carignano o la seconda quella di collegamento al vicino comune di Virle Piemonte, detta anche La Via del Sale che attraversa l'ovest del Torinese.
Per i trasporti invece è collegato a Carmagnola, Savigliano, Saluzzo, Torino con dei pullman di linea.

### Avvenimenti importanti storici
Attorno al 1533 a Pancalieri nacque Davide Rizzio, musicista e segretario di Maria Stuarda, regina di Scozia.
Nel 1884 Pancalieri venne attaccata da un'epidemia di colera che causò la morte di molte persone.

### Biblioteca
La biblioteca comunale di Pancalieri, stabilita per decreto comunale dal 1975, è situata nella ristrutturata ex Casa della Società Operaia dal 2007. Nello stesso edificio è situato anche il Museo della Menta.

## Economia
L'economia di Pancalieri è per larga parte di tipo agricolo.
Di particolare rilievo è la coltivazione delle piante officinali e tra queste eccelle la coltivazione della menta piperita nera. La coltivazione della menta è stata introdotta a Pancalieri fin dal 1865 dal farmacista di allora, Chiaffredo Gamba. Dal 1999 la menta di Pancalieri vanta il riconoscimento di Prodotto agroalimentare tradizionale del Piemonte.

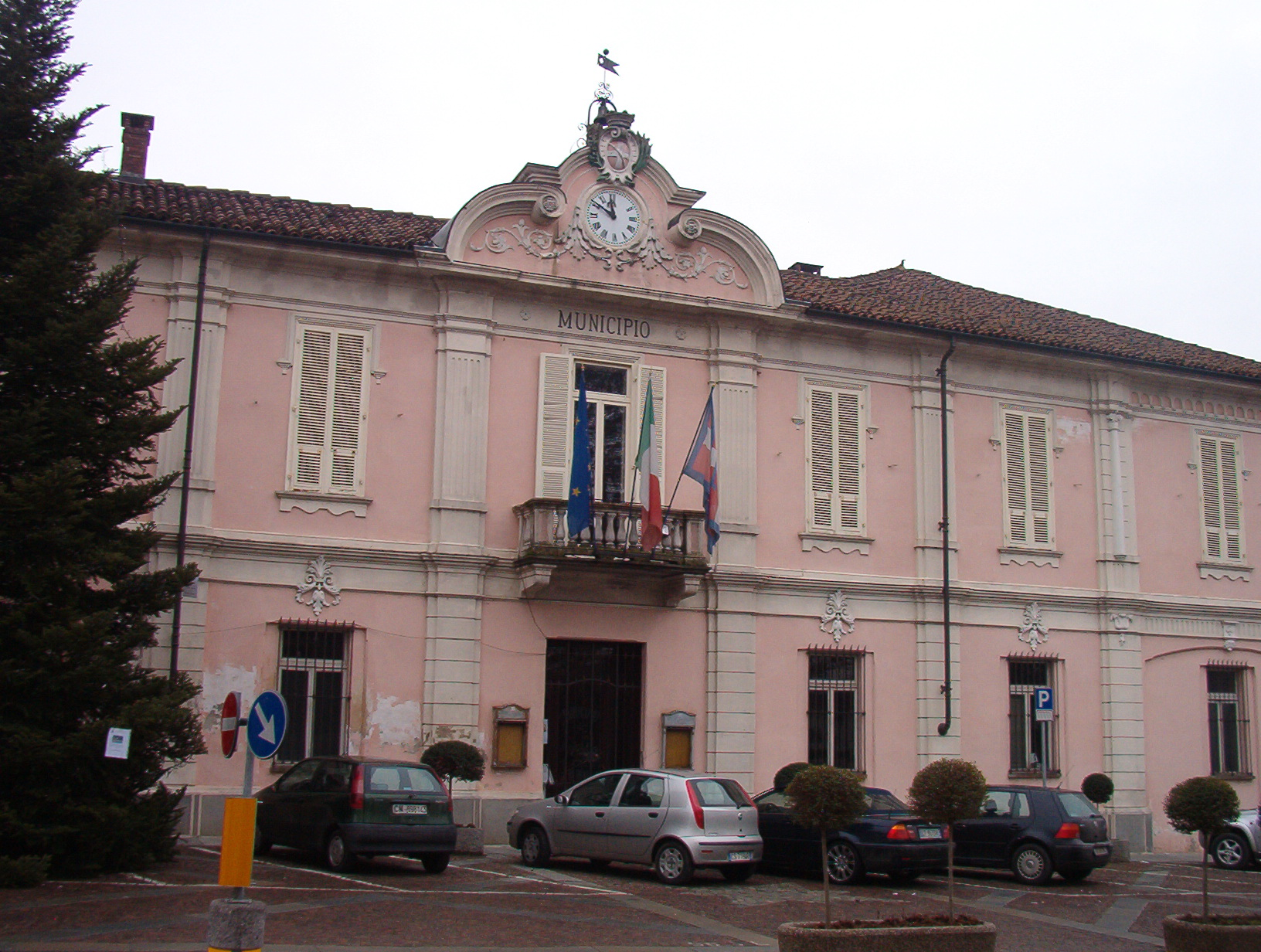
Palazzo del municipio

## Amministrazione
Di seguito è presentata una tabella relativa alle amministrazioni che si sono succedute in questo comune.
| Periodo        | Periodo        | Primo cittadino      | Partito                           | Carica  | Note   |
| -------------- | -------------- | -------------------- | --------------------------------- | ------- | ------ |
| 11 giugno 1985 | 1º giugno 1990 | Bartolomeo Lorenzone | Democrazia Cristiana              | Sindaco | [ 10 ] |
| 1º giugno 1990 | 24 aprile 1995 | Emanuele Libra       | Democrazia Cristiana              | Sindaco | [ 10 ] |
| 24 aprile 1995 | 14 giugno 1999 | Antonino Dematteis   | -                                 | Sindaco | [ 10 ] |
| 14 giugno 1999 | 14 giugno 2004 | Antonino Dematteis   | lista civica                      | Sindaco | [ 10 ] |
| 14 giugno 2004 | 8 giugno 2009  | Fiorenzo Gamna       | lista civica                      | Sindaco | [ 10 ] |
| 8 giugno 2009  | 26 maggio 2014 | Fiorenzo Gamna       | lista civica                      | Sindaco | [ 10 ] |
| 26 maggio 2014 | 27 maggio 2019 | Claudia Virano       | lista civica                      | Sindaco | [ 10 ] |
| 27 maggio 2019 | in carica      | Luca Pochettino      | lista civica Pancalieri nel cuore | Sindaco |        |

### Gemellaggi
- Ataliva, dal 2003 Provincia di Santa Fe, Dipartimento di Castellanos